# Sangod
Sangod är en ort i Indien.   Den ligger i distriktet Kota och delstaten Rajasthan, i den centrala delen av landet, 400 km söder om huvudstaden New Delhi. Sangod ligger 266 meter över havet och antalet invånare är 19 842.
Terrängen runt Sangod är mycket platt. Runt Sangod är det ganska tätbefolkat, med 185 invånare per kvadratkilometer. Det finns inga andra samhällen i närheten. Trakten runt Sangod består till största delen av jordbruksmark.